# Örebro konstskola

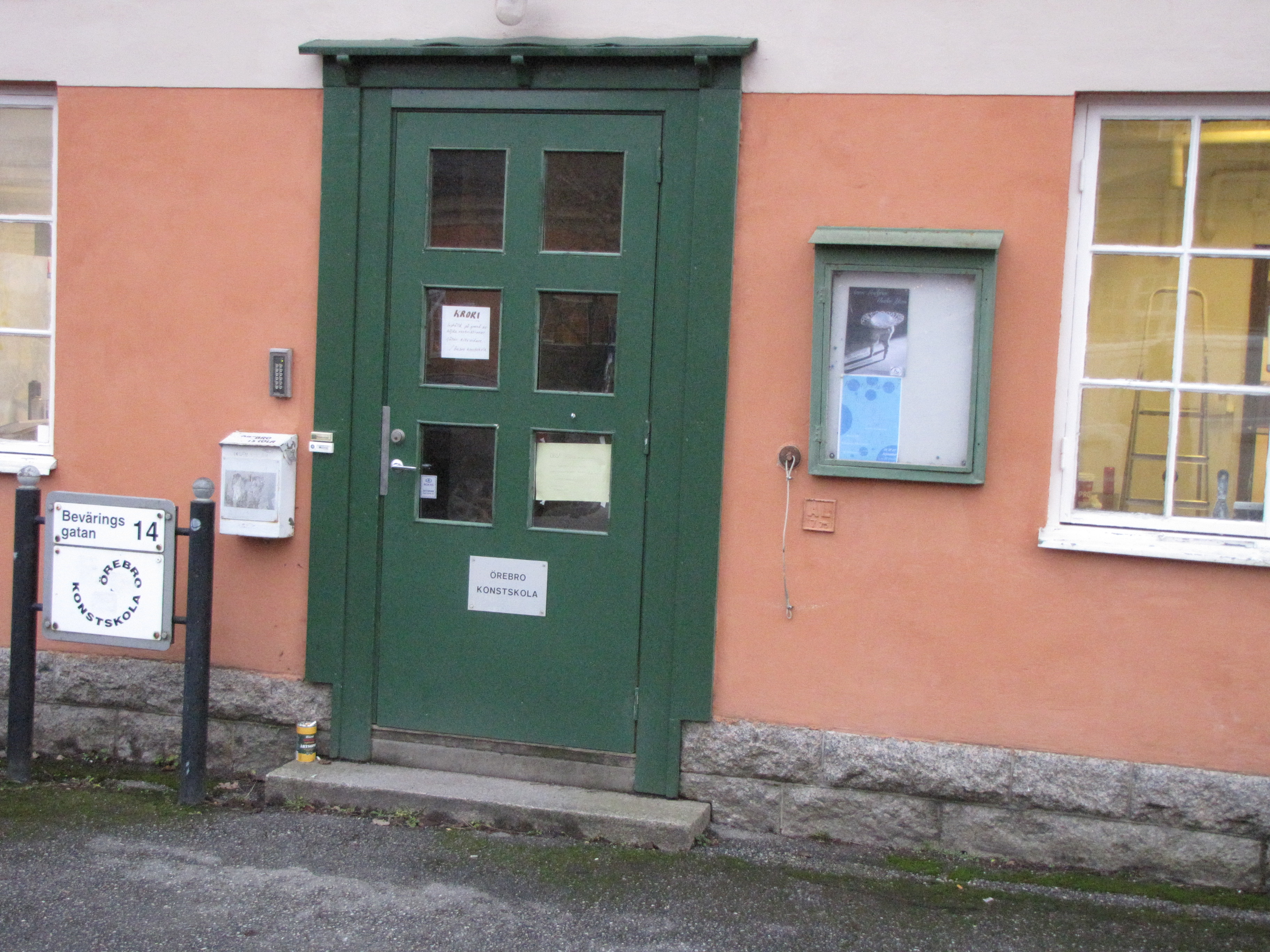
Örebro konstskola

Örebro konstskola är en förberedande konstskola som drivs av den ideella föreningen Örebros konstskolas vänner. Skolan grundades 1980 av Mats Nilsson med hjälp av Studiefrämjandet. År 2001 blev Peter Ekström skolans rektor. Från och med 2020 är Lars-Erik Wahlberg rektor.
Örebro konstskola startade hösten 2007 Konstskola på teckenspråk, och erbjuder en tvåårig grundutbildning i fri konst. Till skolan hör verkstäder, datorrum, bibliotek och elevgalleri. Verksamheten har en internationell profil och varje termin erbjuds eleverna utbytesmöjligheter med konsthögskolor vid Northumbria University i Newcastle i Storbritannien, John Moores University i Liverpool i Storbritannien, Konstakademin i Łódź i Polen och TC/G Nordica i Kunming i Kina.